# Eustrotia loxosema
Eustrotia loxosema là một loài bướm đêm trong họ Noctuidae.